# Petrus Vladeraccus
Petrus Vladeraccus ('s-Hertogenbosch, 1571 – Oirschot, 1618) was een katholieke geestelijke en humanist. Als Peter van Vladeracken werd hij geboren als de zoon van Christophorus van Vladeracken (1524-1601) die leraar en later rector werd aan de Latijnse school van 's-Hertogenbosch.
Van Vladeracken is een oud adellijk geslacht.
Aldus maakte Petrus kennis met de klassieke literatuur. Hij trad in bij de Broeders des Gemenen Levens, en werd daar uiteindelijk rector van het Rijke Fratershuis, een pensionaat. Hij was omstreeks 1595 en in  de jaren 1596-1603 ook docent aan de Latijnse School. Latinisten schreven zelf meestal ook proza en gedichten, en het eerste gedicht van Petrus betrof een treurdicht uit 1590 op de dood van de Antwerpse drukker en humanist Christoffel Plantijn. Zijn oudst bewaarde gedrukte gedicht betrof een felicitatie aan de Bossche schepenen, voorzien van de wens dat ze koning Filips II trouw zouden blijven. Deze felicitatio stamt uit 1598. Daarnaast was er het schooldrama Tobias, de Exsequiae over de plechtigheden in 's-Hertogenbosch na de dood van Filips II, en de Diarium, een dagboek over het Beleg van 's-Hertogenbosch door Maurits graaf van Nassau in 1601.
In 1603 werd Petrus pastoor te Oirschot. Daar was hij zeer actief. Hij stimuleerde de plaatselijke Latijnse school en bestudeerde de gebeurtenissen omtrent de mirakelen bij de Heilige Eik. Zijn boekje daaromtrent is verloren gegaan, maar de inleiding, waarin de legende vermeld werd, is bewaard gebleven. Vladeraccus bewerkstelligde dat de kanunniken de Luikse ritus vervingen door de Tridentijnse ritus, zoals voorgeschreven door het Concilie van Trente.
Hiermee werd Vladeraccus een der voorvechters van de contrareformatie, waardoor de Meierij van 's-Hertogenbosch weer katholiek werd en sindsdien vele eeuwen is gebleven.
De grafsteen van Petrus Vladeraccus is te vinden voor het Maria-altaar in de Sint-Petruskerk. Deze heeft tot opschrift Monumentum venerabilis dni Petri Vladertacci pastoris huius ecclisie qui obiit 6 ianna 1618 (Monument voor de eerwaarde heer Petrus Vladeraccus, pastoor van deze kerk, die op 6 januari 1618 overleden is). In de Latijnse tekst staan overigens drie fouten.